# Alain Juppé
Alain Juppé (Mont-de-Marsan, 1945. augusztus 15. –) francia politikus, az Ötödik Francia Köztársaság 15. miniszterelnöke.

## Tanulmányai
Szülővárosa gimnáziumában kiváló eredményeket ért el a klasszikus görög és latin nyelvekben, a gimnáziumok közötti országos vetélkedőn díjat nyert. 17 évesen érettségizett, majd Párizsban a Louis le Grand gimnázium egyetemi előkészítőjének (CPGE) irodalmi szekciójába járt két évig. Felvételt nyert az ENS-be, ahol klasszikus irodalomból szerzett diplomát. Ezt követően a Politikai Tanulmányok Intézetében tanult, 1970-ben az Államigazgatási Egyetemen kezdett tanulmányokba, és két év múlva az évfolyamelsők között végzett.

## Politikai karrierje
Pályafutását 1972-ben államigazgatási pénzügyi ellenőrként kezdte. 1976 tavaszán főnöke ajánlására Jacques Chirac miniszterelnök kabinetjében lett ügyvivő. Chirac lemondása után technikai tanácsadóként működött az egykori gyarmatokkal fenntartott Együttműködés Minisztériumában. Azonban Chirac és Juppé kapcsolata nem szakadt meg. 1976-ban Juppé az elsők között csatlakozott a Chirac által alapított Tömörülés a Köztársaságért (RPR) párthoz.
1978-ban követte Chirac polgármestert a párizsi városházára, ahol a város gazdasági és pénzügyi igazgatóságának munkatársa, majd 1980/81-ben vezetője lett. Ekkor már Chirac egyik legbensőbb tanácsadója, és 1981-ben elnökválasztási kampányának helyettes főnöke. 1983 márciusától polgármester helyettes egészen 1995-ig. 1984-ben bekerült az Európai Parlamentbe.
Politikai pályája töretlenül ívelt felfelé. 1986-ban a helyhatósági választások után a főváros 18. kerületének képviselőjeként tagja lett Párizs városi tanácsának, és ezzel párhuzamosan Édouard Balladur államminiszter mellé rendelt költségvetési miniszterré, és a Chirac-kormány szóvivőjévé nevezték ki. Juppé felügyelte a széles körű adócsökkentés bevezetésének folyamatát az 1986. április 16-i módosított pénzügyi törvény alapján (vagyonadó eltörlése, a személyi jövedelem utáni adó-visszatérítés növelése, az ÁFA csökkentése, a vállalati adók jelentős csökkentése stb.) Az intézkedések célja a háztartások vásárlóerejének növelése és a magánszektor beruházási kedvének növelése volt.
1988-ban Jacques Chirac elnökválasztási kampányát vezette, és bár François Mitterrand nyert, Chirac az RPR főtitkári posztjára segítette Juppét, aki a nemzetgyűlésbe is bekerült. 1992-ben Juppé igennel szavazott a maastrichti szerződésre.
1993-ban külügyminiszter lett Édouard Balladur kormányában. A minisztérium vezetése mellett megtartotta posztját a pártban és a párizsi városházán is, és valamennyi szolgálati helyén ragyogóan helytállt. Hivatalba lépése után rögtön helyreállította a minisztériumon belüli tájékoztatást és konzultációt. Helyzetfelmérést kért, hogy kideríthesse mi és hol működik rosszul az intézményen belül. Konzultációra berendelte a nagyköveteket. Néhány hét leforgása alatt a külügyi dolgozók politikai irányultságtól függetlenül úgy érezték, hogy Juppé rehabilitálta a minisztériumot. Az előző miniszter idején olyan érzésük volt, hogy semmibe veszik őket, sőt hitelüket vesztették.
A nemzetközi politika színterén többször is kezdeményező szerepet vállalt. A ruandai népirtás idején, a nemzetközi közösség tétlensége közepette Mitterrand elnökkel együtt támogatta a katonai beavatkozást. Az ENSZ Ruandai Segélymissziójával párhuzamosan megszervezte az ENSZ Biztonsági Tanácsa által jóváhagyott Türkiz hadműveletet, amelyben 2500 francia katona is részt vett.
Az oslói békefolyamat keretében Párizsban konferenciát szervezett 1994. március 9. és április 29. között. Izrael és a Palesztinai Felszabadítási Szervezet nevében Avraham Shochat és Ahmed Kuraj egyezményt írtak alá a jövőbeli gazdasági együttműködésről.
Bosznia sorsa is foglalkoztatta Juppét. Már 1994 áprilisában aktuális kérdésekre adott válaszában megerősítette a nemzetgyűlésben, hogy Bosznia agresszorai a szerbek. Francia katonák is részt vettek az ENSZ védelmi haderőben.
A szocialista Mitterrand nagyra értékelte Juppét, és hallgatott tanácsaira.
1995. május 15-én Jacques Chirac nyerte meg az elnökválasztást, és Juppét kérte fel kormányalakításra, aki továbbra is több funkciót töltött be párhuzamosan. Bordeaux polgármesterévé választották június 18-án, és megtartotta pártelnöki posztját az RPR élén (amit átmenetileg már betöltött, amikor Chirac bejelentette, hogy indul az elnökválasztáson). Júniusban Juppé aláírásával ellátott, a párizsi városházáról származó belső, hivatalos dokumentumot hozott le egyik újság. A iratban Juppé utasítást adott, hogy a Párizs város tulajdonát képező, nagy alapterületű lakás bérleti díját csökkentsék. A lakásban Juppé fia lakott és az adófizetők pénzéből több millió frankot költöttek lakásfelújításra. Végül az ifjú Juppé kiköltözött a lakásból.
Juppé átfogó tervet dolgozott ki a társadalombiztosításra vonatkozóan. A közalkalmazottak járulék befizetési időszakát 37,5 évről 40 évre szándékozta felemelni, hogy összhangba kerüljön az 1993-ban megreformált magánszektoréval. A nyugdíjasok és munkanélküliek egészségügyi hozzájárulásának emelését is tervezték. A reformtervezetre a közvélemény olyan méretű sztrájkkal válaszolt, ami 1968 óta nem fordult elő.
1997 áprilisában Chirac elnök feloszlatta a nemzetgyűlést. A helyhatósági választásokon a jobboldal vereséget szenvedett, Juppé lemondott június 2-án és átadta helyét Lionel Jospinnek. Ezt követően Bordeaux város modernizálására koncentrált. 2002-ben Gironde megye 2. számú választókerületének képviselőjeként bekerült a nemzetgyűlésbe, részt vett az UMP, a Tömörülés a Köztársaságért (RPR) utódpártjának megalapításában, s amelynek első választott elnöke lett.
2004 januárjában váratlanul megszakadt politikai karrierje. A bíróság illegális pártfinanszírozással vádolta, mert engedélyezte hét RPR tag fiktív állását a párizsi városházán. 14 hónap felfüggesztett börtönbüntetést kapott és egy évre elveszítette a választhatósághoz való jogát. 2005 januárjában Kanadába költözött és egy évig tanított a montréali Államigazgatási Főiskola nemzetközi kapcsolatok tanszékén.
2006 augusztusában visszatért hazájába, és az októberi helyhatósági választásokon már az első fordulóban többségi szavazatot kapott és újra bevonult Bordeaux polgármesteri hivatalába.
A 2007-es elnökválasztáson Nicolas Sarkozyt támogatta, aki kinevezte környezetvédelmi és területfejlesztési miniszterré François Fillon első kormányában (2007.május 18.–június 18.)
2010 decemberében Sarkozy visszahívta Juppét Bordeaux-ból és a harmadik Fillon–kormány honvédelmi miniszterévé nevezte ki. De 2011. február 27-én átvette a külügyi tárcát, mert Michèle Alliot-Marie kénytelen volt lemondani. Juppé 2012. május 10-ig töltötte be ezt a posztot.
2014. augusztus 20-án Juppé bejelentette, hogy az UMP pártjelöltségére fog pályázni, hogy indulhasson a 2017-ben esedékes francia elnökválasztáson. Jacques Chirac nyilvánosan támogatásáról biztosította egykori politikustársát.

## Kitüntetései
- A Francia Köztársaság Becsületrendjének főtisztje
- A Francia Köztársaság Nemzeti Érdemrendjének nagykeresztje
- A Máltai lovagrend Érdemrendjének nagykeresztje
- A Québec Nemzeti Rend tisztje
- Elefántcsontpart Nemzeti Rendjének főtisztje

## Írásai
- La tentation de Venise (1993)
- Entre nous (1996)
- Montesquieu (1999), (2015)
- Entre quatre z’yeux (beszélgetések Serge Julyvel) (2001)
- France, mon pays: lettres d’un voyageur (társszerző: Isabelle Juppé) (2006)
- Je ne mangerai plus de cerises en hiver (2009)
- La politique, telle qu’elle meurt de ne pas être (társszerző: Michel Rocard) (2010)
- Mes chemins pour l’école (2015)
- Pour un État fort (2016)
- De vous à moi (2016)

## Kapcsolódó szócikk
- Franciaország miniszterelnökeinek listája